# Alstroemeria pelegrina
Alstroemeria pelegrina este o specie de plante monocotiledonate din genul Alstroemeria, familia Alstroemeriaceae, descrisă de Carl von Linné. Conform Catalogue of Life specia Alstroemeria pelegrina nu are subspecii cunoscute.